# Dru Drury
Dru Drury (4. února 1725, Wood Lane, Londýn – 15. ledna 1804, Turnham Green) byl anglický zlatník a významný entomolog. Jeho autorská značka je „Drury.“

## Život
Otec Dru Druryho byl zlatník, po kterém Dru převzal jeho živnost v roce 1748. V této profesi pokračoval až do roku 1789, kdy činnost ukončil a věnoval se už hlavně entomologii. V období mezi lety 1780 až 1782 působil jako prezident tzv. „Druhé entomologické společnosti v Londýně“ (The second Aurelian Society). Zemřel v roce 1804 ve věku 79 let a byl pohřben v kostele svatého Martina v polích.
V letech 1770 až 1787 publikoval třídílnou práci Illustrations of Natural History, wherein are exhibited upwards of 240 figures of Exotic Insects, která byla později přepracována a vydána pod titulem: Illustrations of Exotic entomolog v roce 1837.
Dru Drury byl vynikající sběratel. Jeho sbírka sestávala z asi 11 000 druhů hmyzu, převážně motýlů. Jeho přítelem byl dánský entomolog Johan Christian Fabricius.

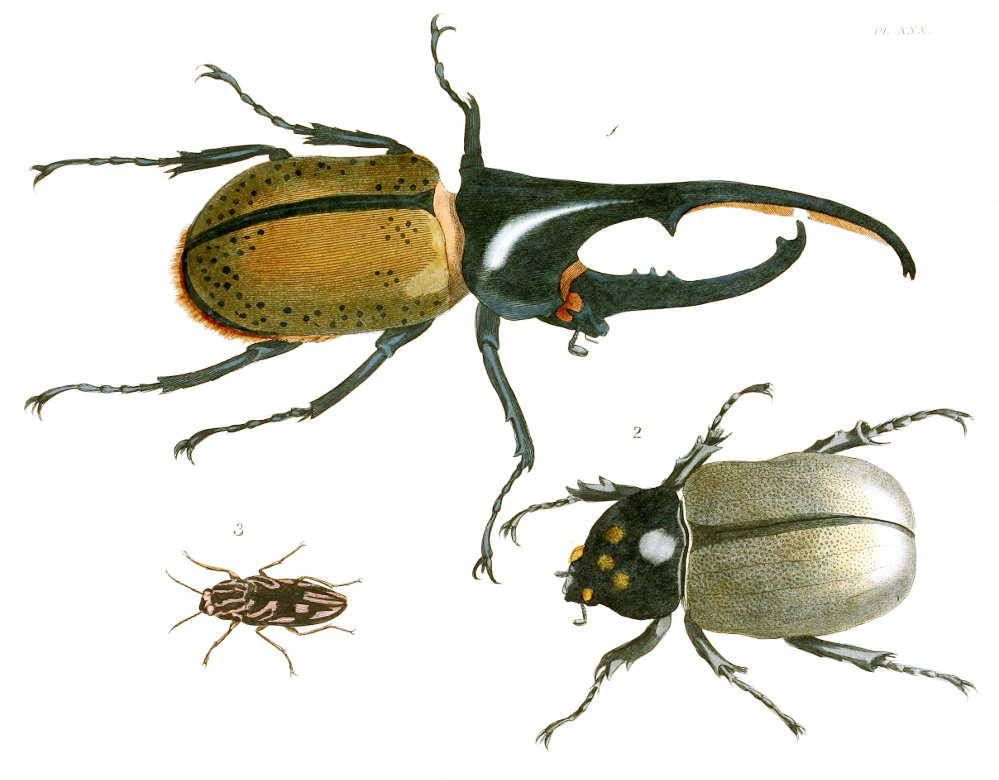
Ilustrace z díla Illustrations of Exotic Entomology (1837), na obrázku 1 = samec Dynastes hercules, 2 = samička Dynastes hercules a 3 = Chalcophora virginiensis